# Соснув (Люблінське воєводство)
Соснув (пол. Sosnów) — село в Польщі, у гміні Пулави Пулавського повіту Люблінського воєводства.